# Arachnoidella evelinae
Arachnoidella evelinae is een mosdiertjessoort uit de familie van de Arachnidiidae. De wetenschappelijke naam van de soort is voor het eerst geldig gepubliceerd in 1937 door Marcus.